# Монокулярное зрение
Монокулярное зрение характеризуется тем, что предметы и движущиеся объекты, попадающие в поле зрения смотрящего субъекта, воспринимаются преимущественно лишь одним глазом.
В обычных условиях человек, не имеющий каких-либо отклонений в зрении, пользуется бинокулярным зрением, то есть воспринимает визуальную информацию посредством двух глаз. Монокулярное зрение измеряется в угловых величинах.